# Gerstheim
Gerstheim település Franciaországban, Bas-Rhin megyében. Lakosainak száma 3457 fő (2022. január 1.). Gerstheim Erstein, Daubensand, Herbsheim, Matzenheim, Obenheim, Osthouse és Sand községekkel határos.

## Népesség
A település népességének változása:
| Lakosok száma | 3297 | 3382 | 3459 | 3448 | 3447 | 3449 | 3452 | 3463 | 3457 |
|               | 2013 | 2015 | 2016 | 2017 | 2018 | 2019 | 2020 | 2021 | 2022 |